# Vallières-les-Grandes
Vallières-les-Grandes ist eine französische Gemeinde mit 944 Einwohnern (Stand: 1. Januar 2022) im Département Loir-et-Cher in der Region Centre-Val de Loire; sie gehört zum Arrondissement Romorantin-Lanthenay und zum Kanton Montrichard Val de Cher. Die Einwohner werden Valleriens und Valleriennes genannt.

## Geographie
Vallières-les-Grandes liegt am Fluss Amasse, etwa 22 Kilometer südsüdwestlich von Blois und etwa 34 Kilometer ostnordöstlich von Tours. Umgeben wird Vallières-les-Grandes von den Nachbargemeinden Rilly-sur-Loire im Norden, Chaumont-sur-Loire im Nordosten, Pontlevoy im Osten, Montrichard im Süden und Südosten, Chissay-en-Touraine im Süden, Souvigny-de-Touraine im Westen sowie Mosnes im Nordwesten.

## Demografische Entwicklung
| 1962                       | 1968 | 1975 | 1982 | 1990 | 1999 | 2006 | 2017 |
| 754                        | 688  | 621  | 553  | 493  | 610  | 771  | 937  |
| Quellen: Cassini und INSEE |      |      |      |      |      |      |      |

## Sehenswürdigkeiten
- Kirche Saint-Sulpice
- Schloss La Guillotière aus dem 19. Jahrhundert
- Schloss La Thomassière aus dem 17. Jahrhundert